# Кімерійські кургани
Кімерійські могильники
Кімерійці, – перший пастушо-землеробський, переважно кочовий народ на території нинішньої України справжнє ім’я якого зафіксоване у писемних джерелах, – залишив по собі ряд пам’яток у часових межах IX-VII ст. до Р.Х., які потребували елементарних гірничо-металургійних вмінь. 
Поховання знаті вони здійснювали в курганах, яких до сьогодні збереглося близько двохсот. У поховальну камеру, яку інколи оббивали деревом, клали зброю та вуздечки, тут же ховали і бойових коней небіжчика. Сучасні українські історики Катерина Бунятян, В’ячеслав Мурзін та Олександр Симоненко відзначають наявність розвинених гірничо-металургійних технологій у цю добу. Так металографічні дослідження зброї кімерійців показав, що вони могли виробляти і просте крицеве залізо, і високовуглецеву сталь, навіть володіли прийомами цементування металу та ковальського зварювання.

Найбільш відомі кургани-поховання кімерійських часів – Гиреєва Могила поблизу м. Ростов-на-Дону, Висока Могила на Запоріжжі, курган поблизу с. Зольне в Криму, кургани у Болгарії. 
Над похованнями встановлювалися кам’яні статуї – стовпи висотою близько 1,5 м. Серед прикрас зустрічаються вироби із золота та бронзи, у похованнях жінок – керамічні вироби, що передбачає видобуток гончарної глини.